# حكومة باجمال 2003
حكومة باجمال 2003 هي الحكومة السابعة في الجمهورية اليمنية، شكلت في 17 مايو 2003.

## الحكومة[1]
| الاسم                            | المنصب                                         |
| -------------------------------- | ---------------------------------------------- |
| عبد القادر باجمال                | رئيس مجلس الوزراء                              |
| علوي صالح السلامي                | نائب رئيس مجلس الوزراء وزير المالية            |
| أحمد محمد صوفان                  | نائب رئيس الوزراء وزير التخطيط والتعاون الدولي |
| صادق أمين أبو راس                | وزير الإدارة المحلية                           |
| المهندس رشيد صالح بارباع         | وزير النفط والمعادن                            |
| الدكتور أبو بكر القربي           | وزير الخارجية                                  |
| الاستاذ عبده علي قباطي           | وزير شؤون المغتربين                            |
| الاستاذ عبد الرحمن محمد الأكوع   | وزير الشباب والرياضة                           |
| الدكتور عبد الوهاب عبده راوح     | وزير التعليم العالي والبحث العلمي              |
| المهندس عبد الله حسين الدفعي     | وزير الأشغال العامة والطرق                     |
| اللواء عبد الله علي عليوه        | وزير الدفاع                                    |
| المهندس عبد الملك سليمان المعلمي | وزير الاتصالات وتقنية المعلومات                |
| الدكتور رشاد محمد العليمي        | وزير الداخلية                                  |
| عبد الكريم إسماعيل الأرحبي       | وزير الشئون الاجتماعية والعمل                  |
| حسين ضيف الله العواضي            | وزير الإعلام                                   |
| عبد الرحمن محمد طرموم            | وزير الكهرباء                                  |
| حمود محمد عباد                   | وزير الأوقاف والإرشاد                          |
| رشاد أحمد الرصاص                 | وزير الشئون القانونية                          |
| الدكتور محمد يحيى النعيمي        | وزير الصحة العامة والسكان                      |
| خالد عبد الله الرويشان           | وزير الثقافة والسياحة                          |
| الدكتور علي محمد مجور            | وزير الثروة السمكية                            |
| الدكتور عبد السلام محمد الجوفي   | وزير التربية والتعليم                          |
| حمود خالد الصوفي                 | وزير الخدمة المدنية والتأمينات                 |
| الدكتور عدنان عمر الجفري         | وزير العدل                                     |
| المهندس عمر محسن العمودي         | وزير النقل                                     |
| الدكتور خالد راجح شيخ            | وزير الصناعة والتجارة                          |
| حسن عمر سويد                     | وزير الزراعة والري                             |
| الدكتور علي منصور سفاع           | وزير التعليم الفني والمهني                     |
| الدكتور محمد لطف الإرياني        | وزير المياه والبيئة                            |
| أمة العليم علي السوسوة           | وزير حقوق الإنسان                              |
| اللواء عبد الله حسين البشيري     | وزير الدولة أمين عام لرئاسة الجمهورية          |
| قاسم أحمد الأعجم                 | وزير الدولة عضو في مجلس الوزراء                |
| محمد علي ياسر                    | وزير الدولة عضو في مجلس الوزراء                |
| أحمد محمد الكحلاني               | وزير الدولة أمين العاصمة صنعاء                 |
| محمد يحيى الشرفي                 | وزير الدولة لشؤون مجلسي النواب والشورى         |

## التعديل الوزراي في 11 فبراير 2006
في 11 فبراير 2006 صدر قرار جمهوري بتعديل وزاري كالتالي:
- الدكتور/ رشاد محمد العليمي نائباً لرئيس الوزراء وزيراً للداخلية.
- حسن أحمد اللوزي وزيراً للإعلام.
- الدكتور/ أبوبكر القربي وزيراً للخارجية والمغتربين.
- عبد الكريم إسماعيل الأرحبي وزيراً للتخطيط والتعاون الدولي.
- الدكتور/ علي محمد مجور وزيراً للكهرباء.
- الدكتور/ عدنان عمر الجفري وزيراً للشئون القانونية.
- خالد عبد الله الرويشان وزيراً للثقافة.
- العميد / محمد ناصر أحمد علي وزيرا للدفاع.
- الدكتور/ جلال إبراهيم فقيره وزيراً للزراعة والري.
- الدكتور/ عبد الكريم راصع وزيراً للصحة العامة والسكان.
- الدكتور/ سيف مهيوب العسلي وزيراً للمالية.
- المهندس/ محمود إبراهيم صغيري وزيراً للثروة السمكية.
- الدكتور/ غازي شائف الأغبري وزيراً للعدل.
- الدكتور/ صالح علي باصره وزيراً للتعليم العالي والبحث العلمي.
- الدكتورة/ أمة الرزاق علي حمد وزيراً للشئون الاجتماعية والعمل.
- نبيل حسن الفقيه وزيراً للسياحة.
- الدكتورة/ خديجة أحمد الهيصمي وزيراً لحقوق الإنسان.
- المهندس/ عمر عبد الله الكرشمي وزيراً للأشغال العامة والطرق.
- المهندس/ عبد الرحمن فضل الإرياني وزيراً للمياه والبيئة.
- خالد محفوظ بحاح وزيراً للنفط والمعادن.
- الدكتور/ رشاد أحمد الرصاص وزيراً لشئون مجلسي النواب والشورى.
- الدكتور/ يحيى محمد الشعيبي وزيراً للدولة أميناً للعاصمة صنعاء.